# Martial Solal
Martial Solal (23. srpna 1927 Alžír – 12. prosince 2024 Versailles) byl francouzský jazzový klavírista a hudební skladatel. Na klavír začal hrát ve svých šesti letech, který pracoval jako učitel klavíru. Brzy poté, co se v roce 1950 přestěhoval do Paříže, začal hrát s hudebníky, jakými byl například Django Reinhardt, Sidney Bechet nebo Don Byas. V roce 1960 složil hudbu k filmu U konce s dechem režiséra Jean-Luc Godarda; dále pak složil hudbu například k filmům Deux hommes dans Manhattan (1959), Kněz Léon Morin (1961) nebo Záhadný kontraband (1964).